# DB-Baureihe 120
Die Baureihe 120 ist eine Elektrolokomotivbaureihe der Deutschen Bahn. Sie gilt als die weltweit erste in Serie gebaute Drehstrom-Lokomotive im Hochleistungsbereich mit Umrichter in Halbleitertechnik und ist ein Meilenstein in der Entwicklung elektrischer Lokomotiven. Sie repräsentierte zu ihrer Zeit den neuesten Stand der Entwicklung des Drehstromantriebs, bei dem aus dem Wechselstrom der Fahrleitung in Traktionsstromrichtern der Drehstrom zum Antrieb der Asynchron-Fahrmotoren gewonnen wird. Ausgehend von der Technologie der Baureihe 120 wurden Mitte der 1980er Jahre die ersten ICE-Triebköpfe entwickelt. Im Juli 2020 wurden fast alle noch im Einsatz befindlichen Loks der Baureihe 120 bei der DB Fernverkehr abgestellt. Einige Loks fuhren noch im Auftrag der DB Regio Nordost den Hanse-Express zwischen Rostock und Hamburg. Bis November 2023 war die Baureihe auch noch bei der DB Systemtechnik im Dienst.

## Geschichte
Der Antrieb der Baureihe 120 basiert auf dem Drehstrom-Asynchronmotor, der sich aus bahntechnischer Sicht gegenüber dem Einphasenreihenschlussmotor durch sein wesentlich geringeres Gewicht, kompaktere Einbaumaße und geringeren Wartungsaufwand auszeichnet, was insbesondere daran liegt, dass er ohne Kommutatoren („Bürsten“) auskommt. Dies hat den weiteren Vorteil, dass dieser Motorentyp auch im Stand – also beim Anfahren – hohe Belastungen verträgt, während klassische Einphasenreihenschlussmotoren durchbrennen können.
Nachdem schon ab 1899 Drehstrom mit fester Spannung und Frequenz aus zwei- oder dreipoligen Fahrleitungen für den Antrieb von Schienenfahrzeugen verwendet wurde, konnte mit moderner Halbleitertechnik ab den 1960er Jahren im Fahrzeug selbst mittels Frequenzumrichtern Drehstrom erzeugt werden. Die Motorleistung wird dabei direkt durch variable Spannung und variable Frequenz geregelt. Erste Erfahrungen mit der Drehstrom-Antriebstechnik erlangte die Deutsche Bundesbahn ab 1971 mit den dieselelektrischen Erprobungsträgern der Reihe DE 2500 von Henschel. Aus einer dieser Lokomotiven, der 202 002, waren der Dieselmotor und der Generator ausgebaut worden, und die Lok wurde fest mit einem Steuerwagen der Bauart BDnrzf 740.2 gekuppelt. Der Steuerwagen übernahm die Stromversorgung der Lokomotive; dazu wurde er eigens mit einem Transformator und einem Stromabnehmer ausgerüstet. Auf diese Weise konnte eine Drehstrom-Elektrolok simuliert werden.
Die 1974/1975 durchgeführten Versuche mit dem Gespann verliefen überaus erfolgreich und zeigten, dass die in Erwartung geringerer Wartungskosten und Standzeiten erwünschte Universallokomotive technisch realisierbar war. Es wurde möglich, was seit Beginn des Lokomotivbaus Wunsch und Ziel der Entwickler war: Die Lok konnte prinzipiell alle damals in Betrieb befindlichen Elektrolokomotiven ersetzen und – im Rahmen der eisenbahnüblichen betrieblichen Anforderungen – jede Art von Zug befördern. Schon Anfang der 1950er Jahre wollte die DB dies mit der E 10 erreichen. Mit dem Wechselstromantrieb war dies jedoch damals noch nicht möglich, was zur Aufspaltung in Schnellzuglokomotive (E10) und Güterzuglokomotive (E40/E50) führte. Die Aussicht auf eine universell einsetzbare Lokomotive führte 1976 zum Entwicklungsauftrag für die Bo’Bo’-Ellok der Baureihe 120. Konsortialpartner waren BBC für die Elektrik sowie Krauss-Maffei, Krupp und Henschel für den Fahrzeugteil.
1976 wurde mit der Henschel E 1200 eine erste Kleinserie von Drehstromlokomotiven für die Zechen- und Hafenbahnen der Ruhrkohle in Dienst gestellt. Die Erkenntnisse mit diesen sechs Lokomotiven flossen mit in die Entwicklung der Baureihe 120 ein.

### Die Vorserienlokomotiven Baureihe 120.0

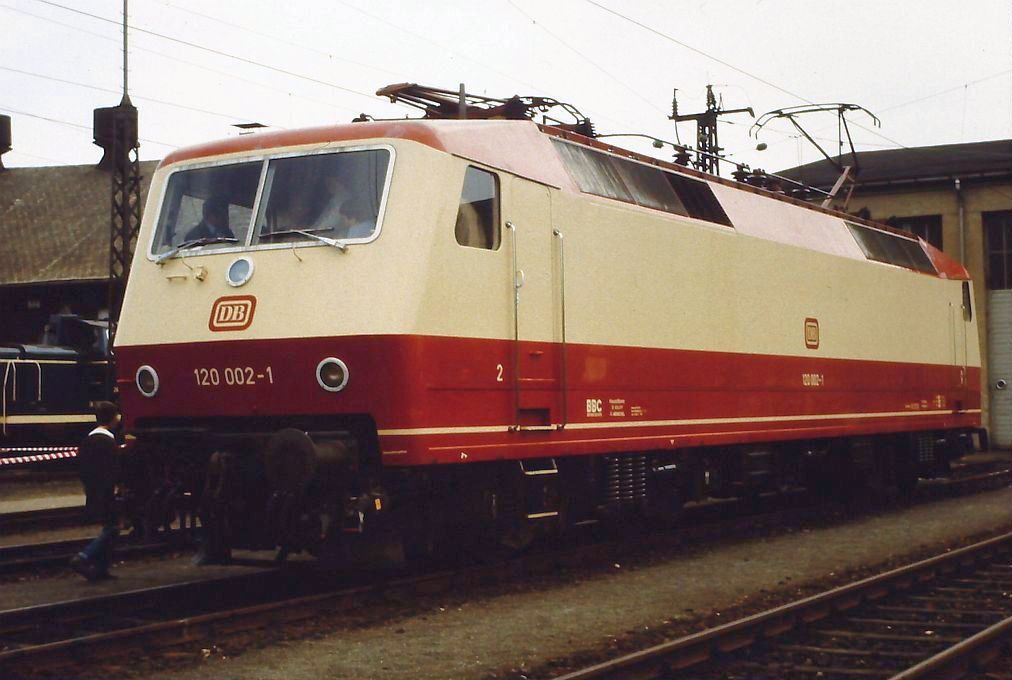
120 002 in Würzburg 1984

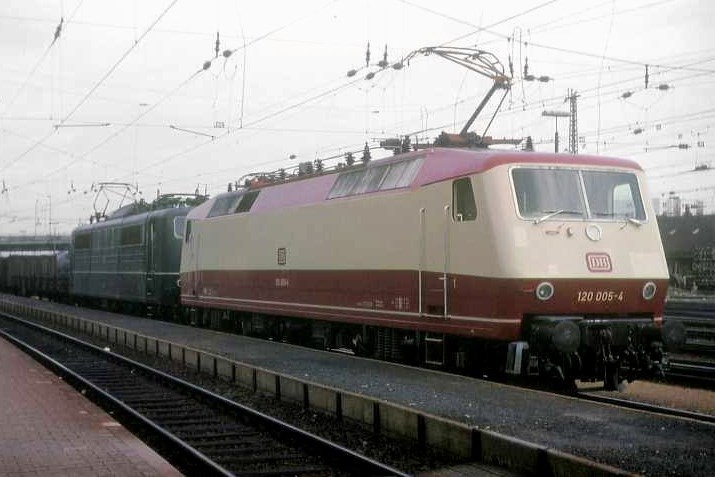
120 005 in Nürnberg Rbf 1983 – deutlich erkennbar ist der tiefergezogene Knick in der Frontpartie

Am 14. Mai 1979 wurde mit der 120 001-3 die erste Lokomotive mit Drehstromantriebstechnik an die damalige Deutsche Bundesbahn übergeben. Sie wurde zunächst für eine Höchstgeschwindigkeit von 160 km/h zugelassen und beim Betriebswerk Nürnberg Rbf praktisch erprobt. Bis Januar 1980 wurden ihre Schwestern 120 002–005 ausgeliefert; die optisch leicht abweichende 120 005 (mit tiefer gezogenem Knick auf der Front sowie einer anfänglichen Verkleidung auf dem Dach und um die Puffer herum) wurde dabei von Ablieferung an für eine Höchstgeschwindigkeit von 200 km/h zugelassen. Das optische Erscheinungsbild der Baureihe 120 war prägend für das „Gesicht“ der Deutschen Bundesbahn in den 1980er Jahren und wurde bei den Fahrzeugen der Baureihen 240 und 628 sowie den S-Bahn-Steuerwagen und den Steuerwagen der n-Wagen mit sogenanntem „Wittenberger Kopf“ weitergeführt. Das Ausbesserungswerk Frankfurt am Main baute von der Baureihe 120 zur Überprüfung des Designs ein Muster vom Puffer bis hinter dem ersten Drehgestell. Ein derartiger Vorgang ist von keiner anderen Lokomotive der Deutschen Bundesbahn bekannt.
Die Prototypen erhielten noch die purpurrot/elfenbeinfarbige TEE-Lackierung aus den 1950er Jahren.
Am 13. August 1980 stellte die Lokomotive 120 002 mit 231 km/h zwischen Celle und Uelzen (Bahnstrecke Hannover–Hamburg) einen neuen Weltrekord für Drehstromfahrzeuge auf.
Die Drehstromantriebstechnik und die durch den Einsatz der Traktionsstromrichter wesentlich effizientere elektrische Nutzbremse (beim elektrischen Bremsen speist die Lok Energie in die Fahrleitung zurück) überzeugten vollständig, aber die Transformatoren der Loks waren noch verbesserungswürdig und wurden im Verlauf der Testphase durch geänderte Ausführungen ersetzt.
Im Oktober 1984 wurde die neue Baureihe offiziell vorgestellt. Am 17. Oktober 1984 erreichte die 120 001-3 vor einem Sonderzug mit 250 t Anhängelast zwischen Augsburg und Donauwörth eine Geschwindigkeit von 265 km/h. In Anwesenheit zahlreicher Ehrengäste, darunter Verkehrsminister Dollinger, stellte das Fahrzeug einen neuen Geschwindigkeitsweltrekord für Drehstromfahrzeuge auf. Hierfür waren die Getriebeübersetzung und die Frontscheibe verändert und die Skala des Tachometers ersetzt worden. Die Höchstgeschwindigkeit war nach dreiminütiger Fahrt erreicht worden. Dieser Rekord wurde im Folgejahr vom InterCityExperimental um mehr als 50 km/h übertroffen. 1985 wurde diese Lokomotive für eine Rekordfahrt umgerüstet. Im Rahmen eines Kooperationsprojektes von DB und SNCF sollten Gleis- und Laufwerksparameter zwischen den beiden Bahngesellschaften harmonisiert werden. Die Maschine erhielt dazu im Wesentlichen neue Fahrmotoren, mit der sie bis zu 280 km/h erreichen sollte. Die Rekordlokomotive wurde, als erstes Fahrzeug der Baureihe, 2004 nach einem schweren Unfall verschrottet.
Während der vierjährigen Betriebserprobung legten die fünf Lokomotiven insgesamt rund vier Millionen Kilometer zurück.
Die Entwicklungskosten der Baureihe 120 werden mit annähernd 100 Millionen D-Mark angegeben. Davon trug die damalige Deutsche Bundesbahn 60 Prozent.

### Testbetrieb im Ausland
Im Dezember 1980 wurde 120 003 am Lötschberg erprobt. Sie erhielt für den Betrieb in der Schweiz eine dort benötigte schmalere Schleiferwippe. Durch eine unzureichende Adhäsionsregelung konnte die Lok jedoch nicht überzeugen. Im März 1983 wurde 120 004, nun mit überarbeiteter Adhäsionsregelung, zum Testbetrieb in die Schweiz entsandt, wo sie die „Blamage“ der 120 003 wettmachen konnte. Im Gegensatz zur 120 003 wurde bei 004 die Lok weitestgehend im Normalzustand belassen, die Stromversorgung wurde durch eine fest verlegte Hochspannungsleitung und einem entsprechend geänderten Stromabnehmer auf dem Messwagen sichergestellt.
Vom 17. bis 25. Mai 1985 wurden 120 002 und 120 005 zu Mess- und Demonstrationsfahrten in Schweden eingesetzt. Die Lokomotiven wurden dabei von Puttgarden aus nach Rødby, Dänemark, verschifft und von dort in einen Güterzug nach Stockholm eingespannt. Von dort fuhren die Lokomotiven auf die Nordlandbahn, wo sie zwischen Boden und Borlänge Messfahrten unternahmen. Ziel der Reise war die Untersuchung, ob sich durch moderne Drehstromlokomotiven den Ausbau des schwedischen Fahrleitungsnetzes aufgrund hoher Blindleistungen und induktive Spannungsabfälle durch hohe Leistungsentnahme umgehen ließe. Drei Jahre nach der Expedition kam es zur Fusion zwischen der schwedischen ASEA und BBC zur neuen Firma ABB (ASEA-Brown & Boveri).

### Die Serienlokomotiven Baureihe 120.1

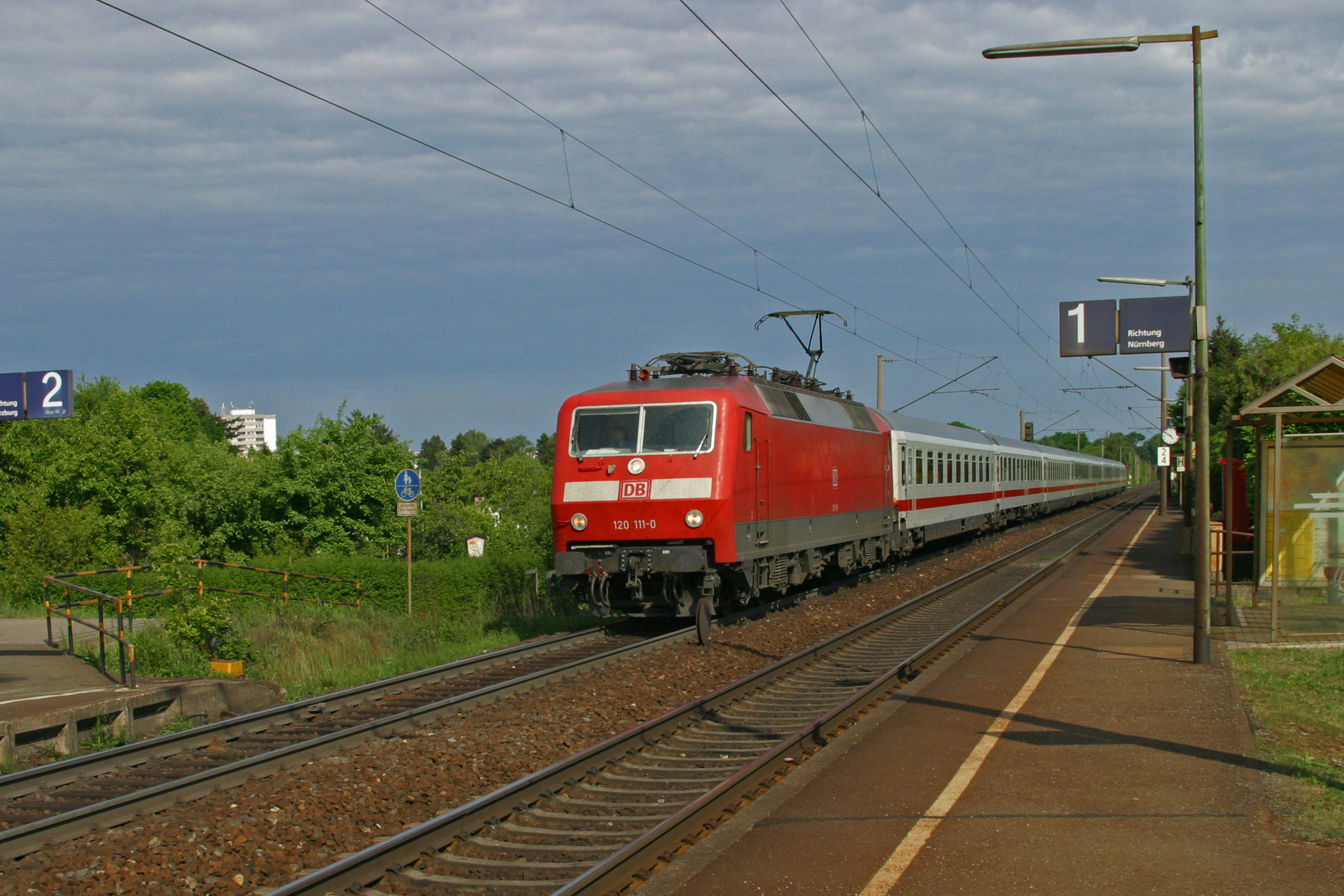
Einst das Hauptbetätigungsfeld der 120er: der Einsatz vor schweren Intercity-Zügen

Nach vierjähriger Erprobung wurden 1984 insgesamt 60 Serienlokomotiven der Baureihe 120.1 zu einem Stückpreis von 5,5 Millionen D-Mark bestellt. Im April 1985 gab Bundesverkehrsminister Werner Dollinger die Beschaffung der letzten 24 von insgesamt 60 Lokomotiven frei. Er löste damit eine Option aus dem Kaufvertrag ein, der neben der festgeschriebenen Auslieferung von 36 Lokomotiven eine Option auf 24 weitere Maschinen vorsah. Die Gesamtinvestition lag bei 380 Mio. D-Mark. Bis Ende 1988 sollten alle Lokomotiven ausgeliefert worden sein.
Optisch kann man die Prototypen von den Serienmaschinen durch die nun im Rahmen befindlichen vier Einfüllstutzen für die Sandvorratsbehälter unterscheiden, die bei den Serienmaschinen dreieckig ausgeführt und direkt am Rahmen aufgehängt sind. Bei den Vorserienexemplaren waren die Sandvorratsbehälter kleiner und im Drehgestell integriert.
Die technischen Änderungen im Vergleich zu den Prototypen waren gering, so entfiel beispielsweise die als Rückfallebene eingebaute elektrische Widerstandsbremse, da sich die Nutzbremse entgegen ersten Erwartungen als zuverlässig herausgestellt hatte. Dafür erhielten die Lokomotiven einen zusätzlichen Hochspannungsfilter, der zwei zusätzliche Dachleitungen erforderlich machte. Diese wurden bei den Vorserienlokomotiven nachgerüstet. Kritisch betrachtet wurden die mechanischen Schwächen der Vorserienmodelle der Baureihe 120.0 ebenfalls in der Serie beibehalten. Nach erfolgreichen Versuchen mit den für maximal 160 km/h zugelassenen Prototypen 120 001 bis 004 und der bereits für 200 km/h zugelassenen 120 005 konnten die Serienloks für bis zu 200 km/h zugelassen werden.
Im Januar 1987 übergab die Industrie im Bundesbahn-Ausbesserungswerk München-Freimann mit der 120 103 die erste Serien-Drehstromlokomotive an die damalige Deutsche Bundesbahn. Zur symbolischen Schlüsselübergabe kamen unter anderem Bundesverkehrsminister Werner Dollinger und Bundesbahn-Vorstand Reiner Gohlke. Die Auslieferung der Serienloks dauerte bis Ende des Jahres 1989. Sie wurden sofort im planmäßigen Dienst eingesetzt, wobei sie in einem gestrafften Umlaufplan tagsüber Intercity- und Interregio-Züge und nachts schnelle Güterzüge bespannten.
Die Lokomotiven 120 137 bis 120 160 wurden mit einer geänderten Getriebeübersetzung ausgeliefert, um bei hohen Geschwindigkeiten eine höhere Zugkraft zu erhalten. Diese Änderung führt allerdings zu geringerer Zugkraft bei niedrigen Geschwindigkeiten.

### Einsätze bei der DB
Im Zuge der dritten Stufe der Bahnreform wurden die Loks dem Geschäftsbereich Fernverkehr (später DB Reise&Touristik, heute wieder DB Fernverkehr) zugeschlagen, so dass sie im Güterverkehr nur noch selten eingesetzt wurden. Einige Maschinen wurden zur Baureihe 120.2 umgebaut und von DB Regio eingesetzt.

#### Vorserie 120.0

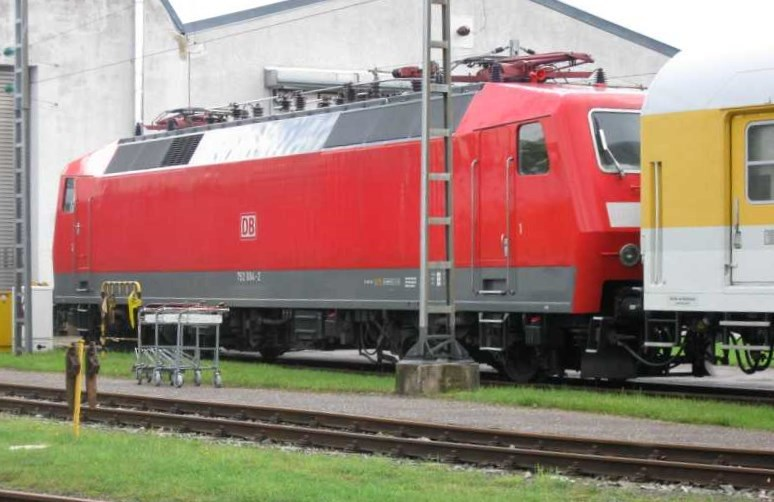
Die 752 004 als Versuchslok vor einem Versuchszug auf dem Gelände des ehemaligen BZA München 2009

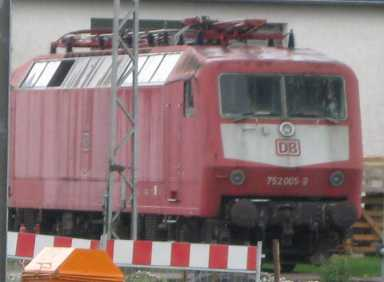
Die 752 005, erkennbar an dem tieferen Knick an der Frontpartie, bei der DB Systemtechnik, München 2009

Die fünf Vorserien-Lokomotiven wurden über die Jahre immer wieder zusammen mit den anderen 120ern im Plandienst eingesetzt, die meiste Zeit über dienten sie jedoch als Bahndienstfahrzeuge (sie bekamen dazu auch neue Nummern und wurden zur Baureihe 752) oder als Erprobungsträger für neue Technologien, die dann erstmals bei den E-Lok-Neubeschaffungen der späten 1990er Jahre in Serie verwendet wurden. Dazu gehörten z. B. Scheibenbremsen, die vorher aus Platzgründen bei Lokomotiven nicht eingesetzt werden konnten, oder neue Drehgestelle und Umrichter für die Baureihe 101. Stationiert waren die Versuchslokomotiven bei den Bundesbahnzentralämtern in Minden und München.
Bei der Entwicklung der Baureihe 101 zog ABB Henschel die 120 004 und 005 zu Hilfe. ABB Henschel hatte keinen modernen Prototypen, sondern lediglich ein Konzept mit dem Namen Eco2000 und eine Technologie-Demonstration auf Basis der zwei damals bereits 15 Jahre alten umgebauten Vorserien-120er.
Bei der Komponenten-Entwicklung für die Eco2000 stützte man sich auf die Vorserien-Loks der Baureihe 120, 120 (bzw. 752) 004 und 005, die von ABB bereits 1992 umgebaut wurden, um neue Technologien in der Praxis erproben zu können. Die 120 005 hatte neue Stromrichter auf Basis von GTO-Thyristoren und eine neue Bordelektronik erhalten, 120 004 darüber hinaus auch vom ICE adaptierte Drehgestelle, Scheibenbremsen, den integrierten Gesamtantrieb (IGA) sowie einen biologisch abbaubaren Polyolester als Kühlmittel für den Haupttransformator. Beide Loks legten in dieser Konfiguration große Strecken im planmäßigen IC-Dienst störungsfrei zurück. 120 004 kann aufgrund der aufwändigen Umbauten als Prototyp der Baureihe 101 angesehen werden.
Seit Anfang 2002 befindet sich keine der Vorserien-120 mehr im regulären Dienst. Die 120 003 gehört dem Verkehrsmuseum Nürnberg. Sie steht derzeit geschützt (2025) im Bahnpark Augsburg und ist dort im Rahmen von Führungen zugänglich. 120 001 wurde als 752 001 bei einem schweren Unfall im Jahr 2004 zerstört und vor Ort zerlegt, und auch 120 002 alias 752 002 musste nach einem Unfall im AW Nürnberg am 17. Mai 2005 verschrottet werden. Die 752 005 wurde nach Ablauf der Untersuchungsfristen als Leihgabe an das Eisenbahnmuseum Weimar abgegeben, lediglich 752 004 wurde als letzte durch DB Systemtechnik von München aus für Versuchsfahrten eingesetzt. Im Oktober 2011 schied auch sie aus dem Einsatzbestand von DB Systemtechnik aus. Seit Anfang Juni 2012 kann die Maschine im DB Museum Koblenz-Lützel besichtigt werden.

#### Serie 120.1

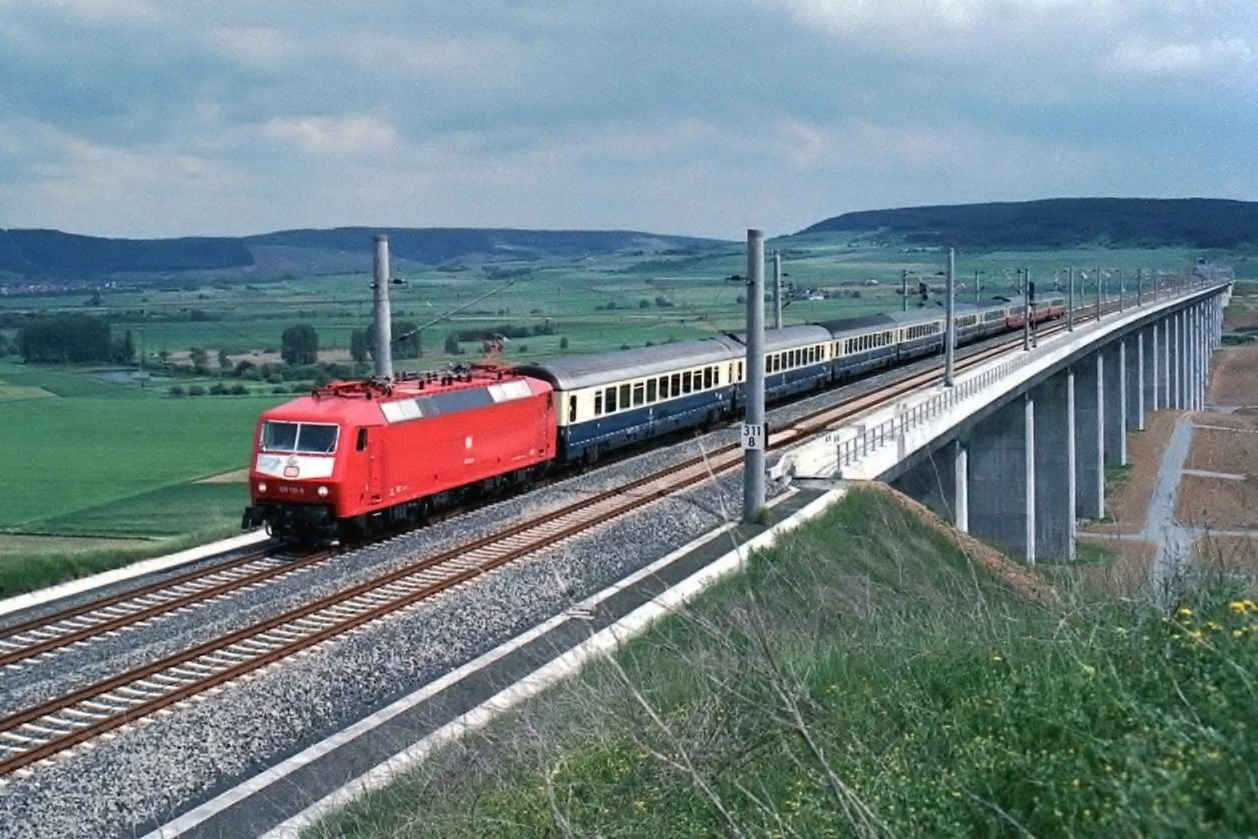
Einer der ersten regulären Reisezüge der Neubaustrecke mit Baureihe 120 auf der Bartelsgrabentalbrücke, auf dem Weg nach Würzburg

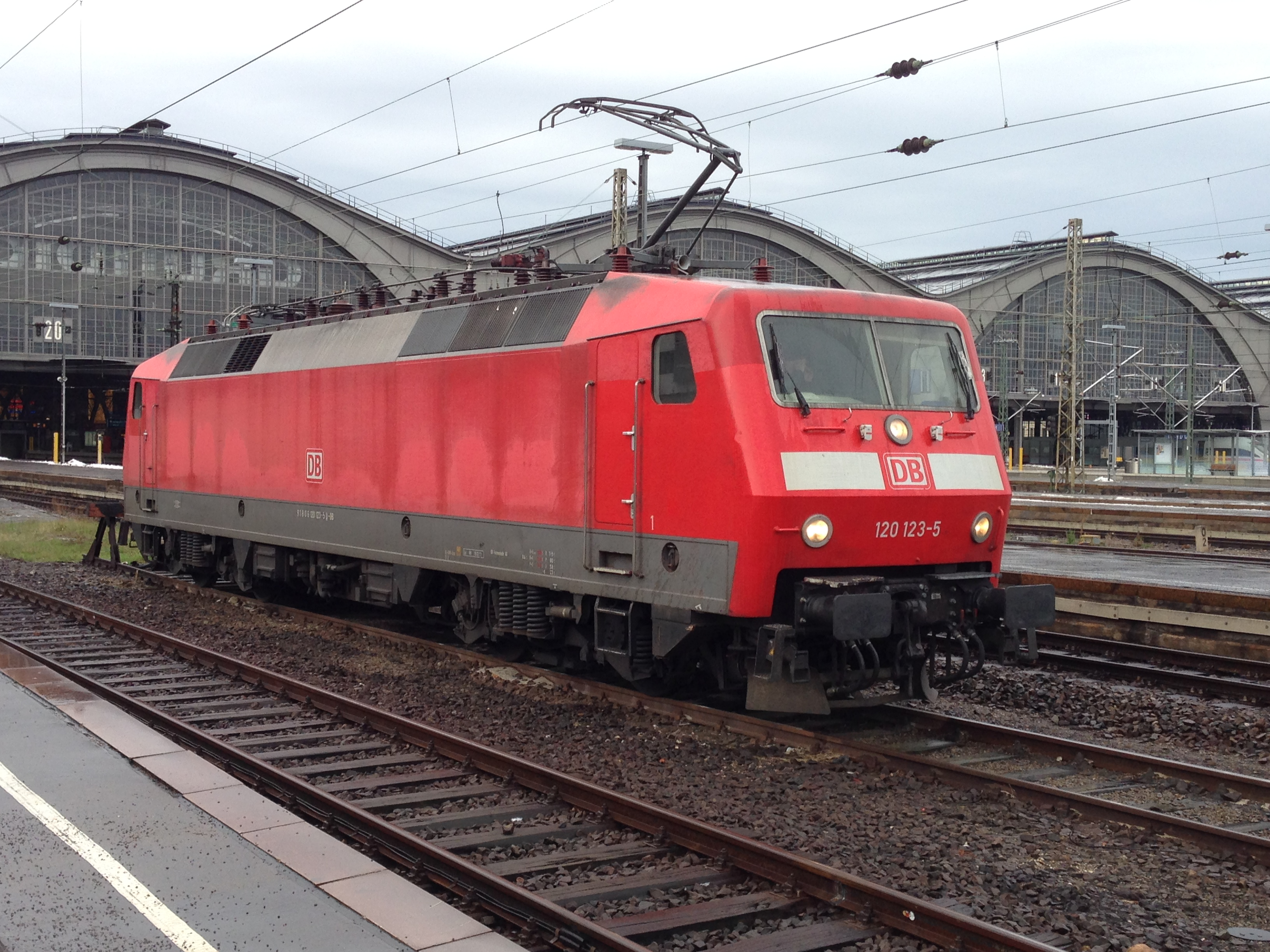
120 123 abgestellt am Leipziger Hauptbahnhof, wartend auf ihren IC

Die druckertüchtigten Fahrzeuge der Baureihe 120 wurden auf dem tunnelreichen, im Mai 1988 eröffneten Südabschnitt Würzburg–Fulda der Schnellfahrstrecke Hannover–Würzburg anfänglich vorrangig eingesetzt, da noch nicht ausreichend viele druckertüchtigte Fahrzeuge zur Verfügung standen. Als problematisch erwies sich dabei zunächst der hohe Schadbestand, durch den im August 1988 bis zu 35 Prozent der 120er-Flotte nicht zur Verfügung standen. Darüber hinaus wiesen die Lokomotiven ab 120 136 Schwierigkeiten an den Radschutzkästen auf, wodurch sich die Inbetriebnahme weiterer Fahrzeuge verzögerte.
Die Baureihe 120 wurde vorrangig im IC-Verkehr eingesetzt. Da die Maschinen in den ersten Einsatzjahren z. T. überbeansprucht wurden (tagsüber Personenfernverkehr, nachts schwere Güterzüge), ließ die Zuverlässigkeit zuletzt deutlich nach, es traten vermehrt Rahmenrisse und andere gravierende Schäden auf.
Im Jahr 2007 galt die Baureihe 120 als gut beschäftigt. In drei Umlaufplänen wurden 37 Lokomotiven vor allem im Intercity-Verkehr, aber auch als Ergänzung für den neu eingerichteten, 200 km/h schnellen München-Nürnberg-Express, jedoch nur selten vor Güterzügen eingesetzt.
Die ersten aus dem Betriebsdienst ausgeschiedenen Serienmaschinen 120 – 120 110, 158 und 159 –, welche als Ersatzteilspender verwendet wurden, kehrten später aufgrund des gestiegenen Bedarfs wieder in den Betriebsdienst zurück. 120 158 wird (Stand: Januar 2011) weiterhin als Ersatzteilspender verwendet; die Maschine wurde am 16. Juni 2010 z-gestellt und steht nach längerer Abstellzeit in München mittlerweile im Ausbesserungswerk Dessau zur Entnahme weiterer Teile. Damit waren im Januar 2011 noch 49 Lokomotiven im Betriebsstand, am 1. Juli 2016 waren es noch 41.
Fünf bereits seit 2016 in Hamm abgestellte Lokomotiven wurden Anfang 2018 zur Verschrottung nach Opladen überführt.
Seit Juli 2020 kommt die Baureihe 120 bei DB Fernverkehr nicht mehr zum Einsatz.

#### Umbau-Variante 120.2
| Umzeichnung der Baureihe 120.2 | Umzeichnung der Baureihe 120.2 |
| ------------------------------ | ------------------------------ |
| alte Loknummer                 | neue Loknummer                 |
| 120 116-9                      | 120 201-9                      |
| 120 129-2                      | 120 202-7                      |
| 120 107-8                      | 120 203-5                      |
| 120 128-4                      | 120 204-3                      |
| 120 121-9                      | 120 205-0                      |
| 120 117-7                      | 120 206-8                      |
| 120 136-7                      | 120 207-6                      |
| 120 139-1                      | 120 208-4                      |

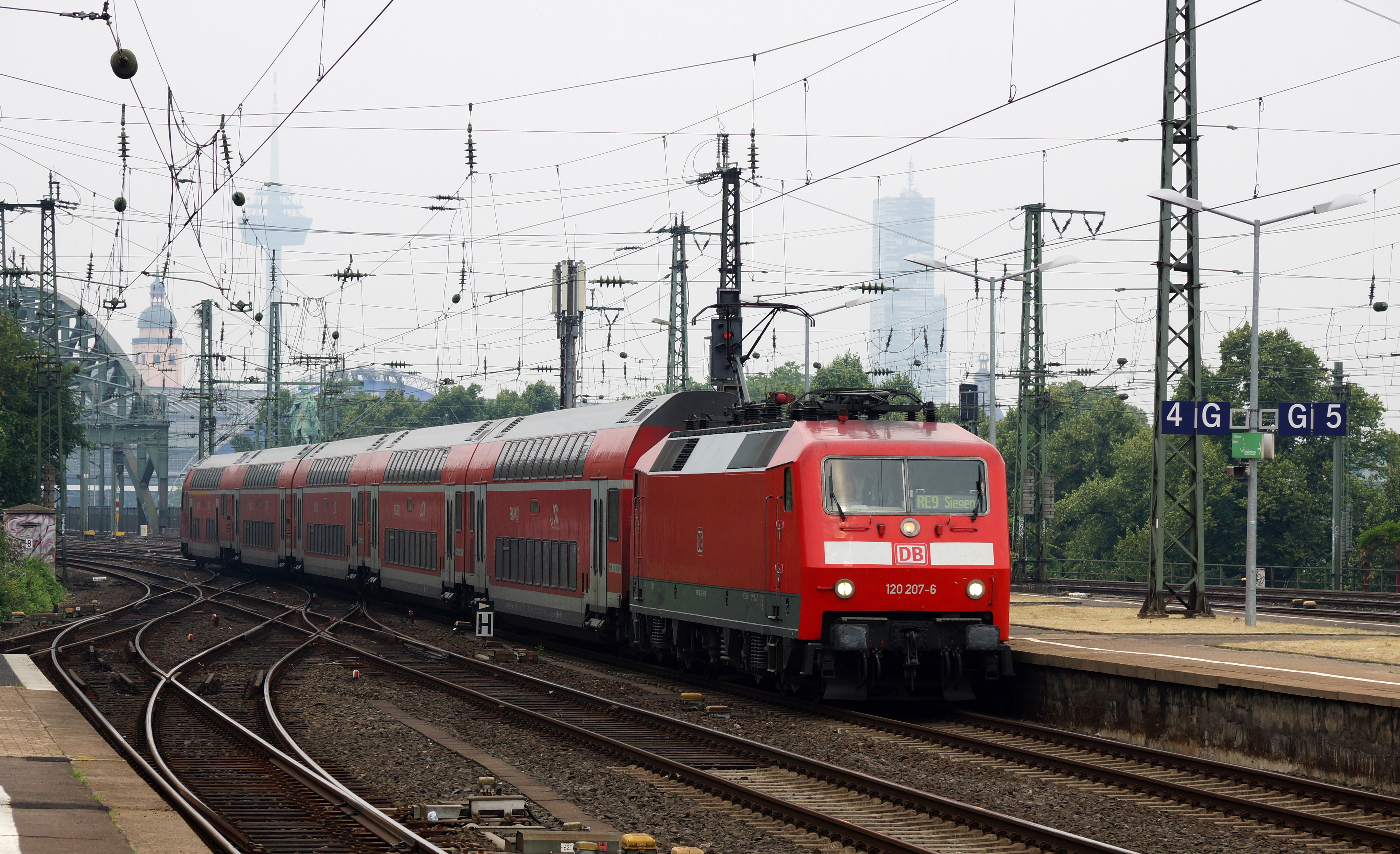
Baureihe 120.2 mit Rhein-Sieg-Express

Die Baureihe 120.2 bildet mit fünf in Rostock beheimateten Maschinen und je fünf neuen Doppelstockwagen jeweils einen Wendezug des Hanse-Express. Die Strecke gehört zum Teilnetz „Ostseeküste“.
Wegen der erhöhten fahrdynamischen Werte (fünf statt bisher vier Wagen) wurden hierfür im Jahre 2007 erstmals fünf Loks dieser Baureihe mit einem Nahverkehrspaket (Zugzielanzeiger, Zugabfertigungssystem, Server u. a.) ausgerüstet und in die Baureihe 120.2 mit neuer, fortlaufender Ordnungsnummer (201 bis 205) eingereiht. Mit maximal 160 km/h befahren sie die Strecke Rostock–Schwerin–Hamburg. Das Eisenbahn-Bundesamt hatte der 120.2 anfänglich die Zulassung verweigert, so dass hier noch bis zum Frühjahr 2008 Loks der Baureihe 112 (meist im sogenannten Sandwich-Betrieb: je eine Lok an Spitze und Schluss) zum Einsatz kamen.
Ende 2010 wurden weitere drei Maschinen mit den neuen Ordnungsnummern 120 206 bis 208 (ehemals 120 136, 139, 117) an DB Regio Rheinland (später DB Regio NRW) abgegeben und in Aachen beheimatet. Sie wurden in Nordrhein-Westfalen auf dem Rhein-Sieg-Express eingesetzt. Zeitweise waren diese Maschinen wegen vermehrter Ausfälle abgestellt. Da es aufgrund diverser Schäden und Fristabläufen auch bei den fünf Rostocker Maschinen regelmäßig zu Engpässen kam, unterstützten die drei Aachener Maschinen abwechselnd auch den Rostocker Bestand. Im Frühjahr 2013 waren 120 207 und 208 wieder von Aachen aus im Einsatz, während 120 206 weiterhin in Rostock aushalf. Im Oktober 2018 endete der Einsatz der Baureihe 120 auf dem Rhein-Sieg-Express. 120 201 wurde am 6. November 2018 an Bahnlogistik24 verkauft; sie ist damit die erste Lokomotive der Baureihe 120 bei einem privaten Eisenbahnverkehrsunternehmen.
Im Dezember 2020 wurden mit 120 202 und 203 die letzten Loks abgestellt.

#### Umbau-Variante 120.5

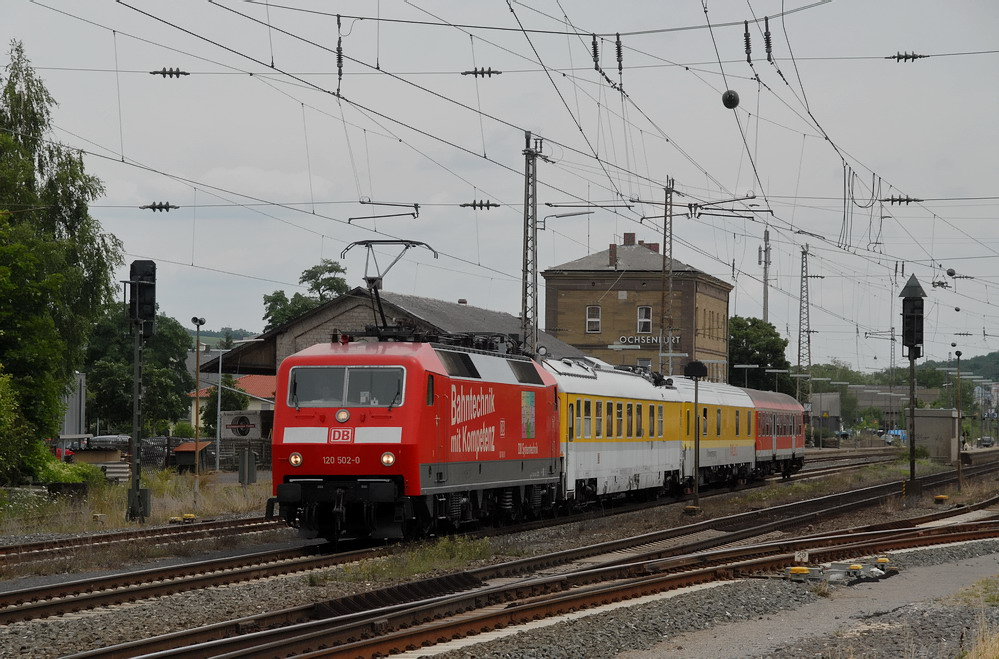
120 502 mit Fahrweg-Messzug und Regio-Steuerwagen

120 153 und 120 160 wurden Anfang 2005 an die DB Systemtechnik verkauft und im Werk Nürnberg (NNX) einer Generalüberholung IS 703 unterzogen. Dabei erhielten die Loks abweichende Loknummern. Aus 120 153 wurde 120 501 und aus 120 160 wurde 120 502. Beide Loks kommen mit Versuchs- und Messzügen in ganz Deutschland zum Einsatz. Während der Fußball-Weltmeisterschaft 2006 wurden die Loks an DB Fernverkehr ausgeliehen und kamen vor regulären Zügen zum Einsatz. 120 502 wurde 2013 an DB Netz verkauft und passend zu den Messwagen gelb lackiert. Mit 120 125 gehört seit Anfang 2016 eine dritte Lok der Baureihe 120 zur DB Systemtechnik. Seit September 2016 werden die beiden Lokomotiven 120 501 und 502 wieder als 120 153 bzw. 120 160 bezeichnet. 120 153 erlitt am 9. September 2020 einen Hochspannungsüberschlag im Maschinenraum. DB Systemtechnik entschloss sich dazu, die Lok als Ersatzteilspender für die noch aktive 120 125 zu verwenden. Die Lok ist derzeit in Minden abgestellt. Die von DB Netz erworbene 120 160 wurde nach dem Fristablauf im März 2021 abgestellt. Die Frist der 120 125 lief im November 2023 als letzte Lokomotive der Baureihe 120 im aktiven Bestand der DB aus.

#### DB-Baureihe 121 und Nachfolger
Zum Fahrplanwechsel im Dezember 2005 hatte DB AutoZug einige Lokomotiven der Baureihe 120 von DB Fernverkehr erworben, um diese für Autoreisezüge zu verwenden. Die Loks blieben weiterhin in München beheimatet, die geplante Umzeichnung zur Baureihe 121 wurde aber nur an der 120 113 vorgenommen, ehe die Abgabe der Maschinen wegen wieder gestiegenen Bedarfs bei DB Fernverkehr rückgängig gemacht wurde.
Ein als Baureihe 121 geplantes Nachfolgemodell für die 120 wurde nicht verwirklicht, obwohl bereits zwei verschiedene Prototypen, je einer von Krauss-Maffei/Siemens und AEG, getestet worden waren (da man die Baureihe 121 freihalten wollte, fuhren diese als 127 001 und 128 001). Das ursprüngliche Konzept der 120 aus den 1980er Jahren als Universallokomotive verlor durch die Bahnreform an Bedeutung, da die eigenständig gewordenen Geschäftsbereiche der DB aus Kostengründen speziell auf ihre jeweiligen Bedürfnisse zugeschnittene Fahrzeuge favorisierten.
Der einstige Hoffnungsträger der Deutschen Bundesbahn wurde nie in den beabsichtigten Stückzahlen bestellt. Jedoch sind die Triebköpfe der Hochgeschwindigkeitszüge ICE 1 und ICE 2 eine direkte Weiterentwicklung der Lokomotivbaureihe 120. Darüber hinaus stand sie Pate für die heutige Generation neuer Hochleistungs-Elloks, von der Baureihe 101 über die Baureihe 152 (Fortentwicklung der 127 001) bis zur Baureihe 145 (Fortentwicklung der 128 001).

## Konstruktion

### Die elektrische Ausrüstung
Hinter den vier getrennten Sekundärwicklungen des Haupttransformators unterscheidet sich die Elektrotechnik deutlich von allem, was es vorher auf deutschen Schienen gab. An jeder Sekundärwicklung ist ein ölgekühlter Traktionsumrichter angeschlossen, der aus folgenden Baugruppen besteht:
- Vierquadrantensteller (im Folgenden abgekürzt 4q-S)
- Gleichspannungs-Zwischenkreis mit Saugkreis und Stützkondensator
- Pulswechselrichter (PWR)

Je zwei Traktions-Umrichter sind zusammengeschaltet und versorgen gemeinsam die beiden Motoren eines Drehgestells. Die Einphasenspannung der Sekundärseite des Transformators wird durch die 4q-S in Gleichspannung umgerichtet. Im Zwischenkreis mit einer Nennspannung von 2800 V (maximal zulässig: 3200 V) befindet sich ein auf 33 1/3 Hz abgestimmter Saugkreis sowie ein Stützkondensator. Die Pulswechselrichter werden aus dem Zwischenkreis gespeist und erzeugen den Dreiphasen-Wechselstrom mit variabler Spannung (0–2200 V verkettet) und Frequenz (0,4–150 Hz) für die Fahrmotoren. Die 4q-S sind jeweils um 90° versetzt mit 183 Hz – der 11-fachen Netzfrequenz – getaktet, die Taktfrequenz der asynchron getakteten PWR beträgt maximal 200 Hz bis zu einer Motorfrequenz von 20 Hz. Oberhalb von 20 Hz werden synchronisierte Taktverfahren eingesetzt, um Schwebungen im Motorstrom zu vermeiden. Da ein 4q-S und ein PWR prinzipiell recht ähnlich aufgebaut sind, funktioniert auch die umgekehrte Arbeitsrichtung, was man sich bei der elektrischen Bremse der Lok zu Nutze macht: Der PWR speist dann mit dem von den Motoren erzeugten Drehstrom den Zwischenkreis, und der 4q-S erzeugt daraus wieder Einphasen-Wechselstrom, der in die Fahrleitung abgegeben wird.

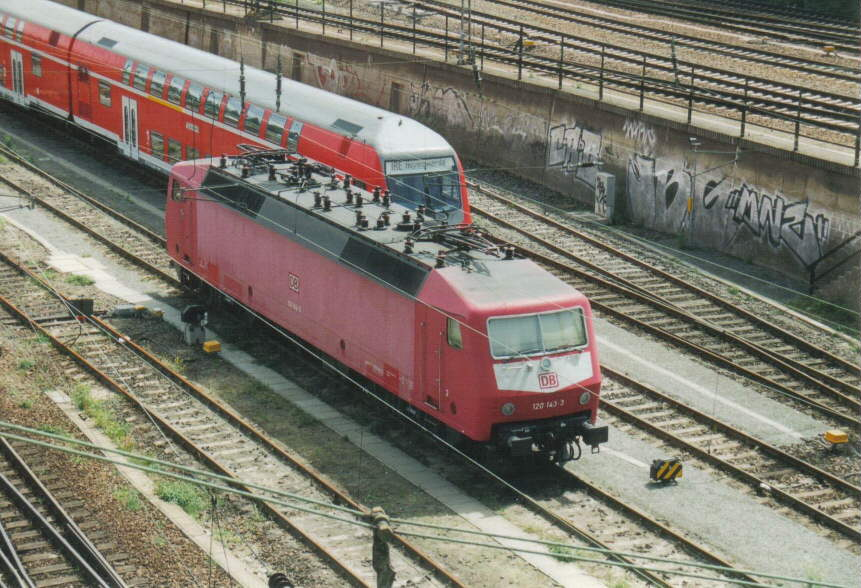
120 143 in Dresden

Auf dem Dach findet man zwei Einholm-Stromabnehmer der Bauart SBS 80. Dieser war aus dem damaligen Standard-Einholmpantografen SBS 65 weiterentwickelt worden und durfte bis zu 250 km/h (SBS 65 nur bis 200 km/h) benutzt werden. Die Konstruktion war 90 kg leichter als der SBS 65 und besser gefedert, um auch bei hohen Geschwindigkeiten sicheren Kontakt sicherzustellen. Da die Baureihe 120 ursprünglich nur als Erprobungsträger gedacht war, führte man auch im Fahrzeugteil einiges anders aus als bisher üblich: Erstmals konnte der Haupttransformator unter dem Fahrzeugboden angeordnet werden, dadurch war es möglich, den Maschinenraum sehr sauber und aufgeräumt zu halten und mit einem geraden, durchgehenden Mittelgang auszustatten. Der gesamte Fahrzeugteil ist durch weitgehenden Leichtbau gekennzeichnet, was zunächst auch Probleme bereitete. Besonders die Getriebegroßräder und Getriebekästen waren zu leicht ausgeführt, es kam häufig zu Brüchen und Öllecks, bis diese Teile durch stärkere ersetzt wurden. Bei den Drehgestellen setzte man auf die konventionelle Bauweise mit Drehzapfen. Die Sekundärfederung der Laufwerke wird durch Flexicoil-Schraubenfedern übernommen, die das Drehgestell nach einem Kurvenlauf automatisch wieder in zentrierte Position rückstellen können sowie Querbewegungen des Lokkastens ermöglichen. Die Kraftübertragung auf die Räder wird von einem Hohlwellen-Kardangelenk-Antrieb von BBC übernommen; die Masse der Fahrmotoren ist dabei vollständig über das Drehgestell abgefedert.
Auch in puncto Hilfsbetrieb ging man bei der Baureihe 120 völlig neue Wege: Erstmals wurde ein Drehstromhilfsbetriebe-Netz verwendet, das neben kleineren Motoren auch eine Regelung der Hilfsbetriebe ermöglicht.
Die Baureihe 120 verfügt über drei Hilfsbetriebeumrichter (HBU), die über die Hilfsbetriebewicklung des Haupttransformators gespeist werden. HBU 1 und 2 versorgen jeweils die beiden Fahrmotorlüfter eines Drehgestells sowie jeweils einen zugeordneten Transformatorölkühlerlüfter. Dabei wird die Motordrehzahl in Abhängigkeit vom Kühlbedarf durch den HBU flexibel geregelt.
Der dritte HBU arbeitet mit fester Frequenz und versorgt andere Hilfsbetriebe, wie z. B. die Trafoölpumpen. Der Luftpresser wird ebenfalls über den HBU 3 versorgt. Um ein problemloses Anlaufen zu ermöglichen, wird beim Zuschalten des Luftpressers der HBU 3 kurzzeitig heruntergefahren.
Die Lokomotive überwacht alle relevanten Temperaturwerte automatisch. Kommt es trotz voll ausgeregelter Hilfsbetriebe zu Grenzwertüberschreitungen, wird eine Traktionssperre ausgegeben.

### Bremsanlage
Als Bremseinrichtung verfügen die Loks neben der elektrischen Bremse noch über eine durchgehende, indirekt wirkende mehrlösige Druckluftbremse Bauart KE-GPR mit direkter Zusatzbremse zum Rangieren. Im Bremsbetrieb wirkt an der Lokomotive in der Regel allein die elektrische Bremse; die Druckluftbremse ist vorgesteuert und kommt nur beim Ausfall der E-Bremse zum Einsatz.
Im Gegensatz zu den elektrischen Widerstandsbremsen der Einheitselloks sinkt die Bremskraft nicht mit abnehmender Fahrgeschwindigkeit, sondern die E-Bremse kann aufgrund der Drehstromantriebstechnik bis nahe zum Stillstand mit voller Kraft wirken. Um die Haftreibung auf der Schiene insbesondere unter schlechten Witterungsverhältnissen zu verbessern, wurde nachträglich eine sogenannte „Putzbremse“ eingerichtet, die bei Betrieb der E-Bremse die Klotzbremse mit 0,25 bar Bremszylinder-Druck anlegt. Dadurch sollen die Radlaufflächen aufgeraut werden, was zu verbesserter Zug- und Bremstraktion führt. Als Festhaltebremse dient eine Federspeicherbremse.

### Führerstand
Der erstmals bei der Baureihe 111 verwendete DB-Einheitsführerstand war bei der Baureihe 120.1 bereits ab Anlieferung druckdicht ausgeführt, um die Loks auch auf den Neubaustrecken einsetzen zu können, die 120.0 wurden entsprechend nachgerüstet. Druckgeschützte Innenräume sind bei hohen Geschwindigkeiten wichtig, da bei Zugbegegnungen die Außenluft durch die sich mit hoher Relativgeschwindigkeit, oft mit über 400 km/h, einander annähernden Züge insbesondere in Tunneln stark komprimiert wird, was im schlimmsten Fall Gehörschäden verursachen kann. Daher müssen alle dort eingesetzten Fahrzeuge Druckschutz-Auflagen erfüllen.

### Sicherheitseinrichtung
Die Loks verfügen über Sicherheitsfahrschaltung (Sifa), Punktförmige Zugbeeinflussung inklusive Linienförmiger Zugbeeinflussung (LZB80/I80 mit PZB 90), GSM-R Zugbahnfunk, eine Automatische Fahr- und Bremssteuerung (AFB) sowie über Steuergeräte für die elektropneumatische Zugbremse (ep) und die Notbremsüberbrückung Nbü-DB über IS (damit ein notgebremster Zug nicht in einem Tunnel, sondern erst dahinter zum Stehen kommt). Nachgerüstet wurden Rechner für den elektronischen Buchfahrplan EBuLa. Alle Lokomotiven können seit Auslieferung sowohl in Doppeltraktion (ZDS) als auch für Wendezüge (ZWS) eingesetzt werden. Hier wurde erstmals die zeitmultiplexe Wendezugsteuerung verwendet, daher waren sie bis zum Einsatz der Baureihe 101 auch die einzigen Loks, die Steuerwagen-geführte IC-Züge mit bis zu 200 km/h schieben durften. Die Vorserien-Maschinen besaßen zudem auch noch die konventionelle Wendezugsteuerung, welche den Einsatz mit Wendezügen z. B. aus n-Wagen ermöglichte.

## Farbvarianten

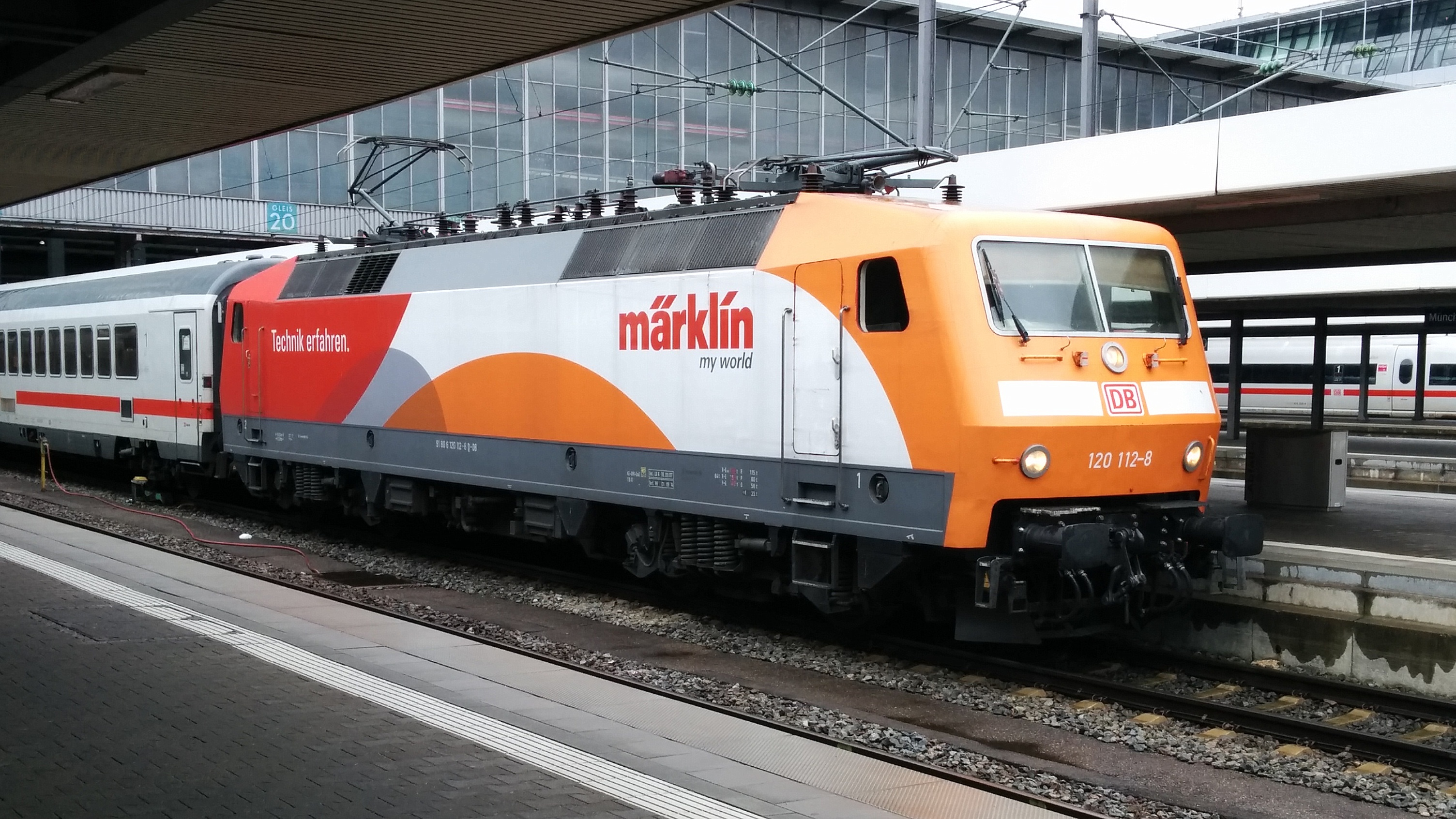
120 112 im Märklin-My-World-Design

Zwecks Verbesserung der Aerodynamik erhielt 120 005 eine gegenüber den anderen vier Loks der Vorserie leicht geänderte Front. Der für die Baureihe typische Knick in der Frontpartie, der auch gleichzeitig die farbliche Trennkante zwischen rot und beige war, ist bei ihr weiter nach unten gezogen. Aus diesem Grund musste der seitliche rote Streifen zum Führerstand hin abgeschrägt werden, was sie unverwechselbar machte.
Die insgesamt 60 in Auftrag gegebenen Serienlokomotiven der Baureihe 120.1 erhielten, als einzige DB-Baureihe ab Werk, beginnend ab dem Jahr 1987 gleich das damals neu eingeführte orientrote Farbschema (RAL 3031) mit einer jeweils stirnseitigen weißen Warnfläche, die Eisenbahner als Lätzchen bezeichnen. Dabei reicht die Warnfläche an der jeweiligen Frontseite vom Knick bis zur Unterkante der Fensterfront. Später wurde diese Fläche mit einem orientroten Streifen unterhalb der Frontscheibe abgesetzt. Im Rahmen von Untersuchungen und Ausbesserungen wurde mit beiden Lackierungsvarianten gearbeitet, wobei es gelegentlich kleinere Abweichungen in Form und Größe gab.
Mit Einführung des verkehrsroten Farbschemas ab 1996 erhielten immer mehr Lokomotiven die neue, aktuelle Farbgebung. Die Umlackierung des Bestands vollzog sich dabei langsamer als bei anderen Baureihen; erst im Jahr 2002 waren mehr verkehrsrote als orientrote Lokomotiven unterwegs und noch bis ins Jahr 2009 waren neun Lokomotiven der BR 120.1 in Orientrot mit weißem Latz lackiert.
Die vor gelb lackierten Prüf- und Messwagen eingesetzte 120 502 von DB Systemtechnik wurde 2013 an DB Netz verkauft und passend zu den Messwagen gelb lackiert.
Auch wegen der großen Freiflächen dieser Baureihe wird die 120er gern als Werbe-, Kunst- oder Jubiläumslokomotive herangezogen. So z. B.
| 120 002                                             | AEG – Der Umwelt zuliebe innovative Technik                   | (1993) |
| 120 004                                             | 1. Hochleistungslok mit Scheibenbremsen DB/ABB                | (1996) |
| 120 129                                             | Weihnachtslok Märklin                                         | (1996) |
| 120 139                                             | Kunstlok Teun Hooks/Märklin                                   | (1997) |
| 120 141                                             | Werbelok Dresdner Bank Investmentgruppe                       | (1997) |
| 120 151                                             | Werbelok ZDF express                                          | (1997) |
| 120 119                                             | Jubiläumslok 70 Jahre Micky Maus, Walt Disney Company/Märklin | (1999) |
| 120 102, 110, 118, 120, 122-124, 126, 133, 138, 140 | Werbelok Land Baden-Württemberg                               | (2000) |
| 120 501, 502                                        | DB Systemtechnik                                              | (2005) |
| 120 159                                             | Jubiläumslok 150 Jahre Märklin                                | (2009) |
| 120 159                                             | Jubiläumslok 175 Jahre Eisenbahn                              | (2010) |
| 120 112                                             | Märklin My World                                              | (2012) |

## Fahrzeugliste
Durch den technischen Fortschritt im Bereich der Schienenfahrzeugtechnik gilt die Baureihe 120 mittlerweile als überholt und zeigt sich zunehmend störanfällig. Von den ehemals fünf Prototypen sind mittlerweile nur noch die 120 003 im Bahnpark Augsburg, die 120 004 im DB Museum Koblenz-Lützel sowie die 120 005 beim TEV in Weimar vorhanden. Die 120 001 wurde nach einem Unfall mit Totalschaden verschrottet. Die 120 002 diente ihren Schwestermaschinen als Ersatzteilspender und wurde anschließend ebenfalls verschrottet.
Eine kleine Flotte der Baureihe 120 verkehrte bis Juli 2020 noch fahrplanmäßig auf den Strecken Stuttgart–Karlsruhe und Stuttgart–Nürnberg, wobei die zahlenmäßige Nutzung der Baureihe 101 – die eigentlich als Norm-Lokomotive für Fernzüge vorgesehen ist – die der Baureihe 120 deutlich überstieg.
Teil dieser Flotte waren unter anderem: 120 108-6, 120 111-0, 120 114-5, 120 118-5, 120 123-5, 120 133-4, 120 134-2, 120 147-4, 120 148-2, 120 155-7, 120 157-3 und 120 159-9.
Planmäßig fand die letzte Fahrt der Baureihe 120 bei DB Fernverkehr im Juli 2020 als IC 2161 von Stuttgart nach München statt. Auch beim Hanse-Express zwischen Hamburg und Rostock wurde die Baureihe 120 im Januar 2021 außer Dienst gestellt. Mit einer letzten Fahrt der 120 125 von DB Systemtechnik von Dortmund nach Minden endete am 17. November 2023 der Einsatz der Baureihe bei der DB.

### DB-Bestand
Die folgende Tabelle enthält Loks, welche bei der Deutschen Bahn AG noch im Bestand geführt werden.
Verbleib und Bestand der Lokomotiven der Baureihe 120 (Stand: Juli 2022):
| Fahrzeugnummer (91 80 6xxx xxx-x) | Betreiberbezeichnung | Betreiber (NVR-Bezeichnung) | Bemerkung                                                                                                | Aufnahme |
| --------------------------------- | -------------------- | --------------------------- | --- | -------- |
| 120 003-9                         | 120 003-9            | DB                          | rot/beige „TEE-Lackierung“, Leihgabe an Bahnpark Augsburg, nicht betriebsfähig (rollfähig)               |          |
| 752 004-2                         | 120 004-7            | DB                          | rot/beige „TEE-Lackierung“, DB Museum Koblenz, nicht betriebsfähig                                       |          |
| 752 005-9                         | 120 005-4            | DB                          | rot/beige „TEE-Lackierung“, Dauerleihgabe an Thüringer Eisenbahnverein e. V. Weimar, nicht betriebsfähig |          |
| 120 101-1                         | 120 101-1            | DB                          | verkehrsrot, DB Museum Koblenz, nicht betriebsfähig                                                      |          |
| 120 104-5                         | 120 104-5            | DB                          | verkehrsrot, abgestellt SSM Leipzig-Engelsdorf, nicht betriebsfähig                                      |          |
| 120 203-5 (ehem. 120 107-8)       | 120 203-5            | DB                          | verkehrsrot, abgestellt SSM Leipzig-Engelsdorf, nicht betriebsfähig                                      |          |
| 120 111-0                         | 120 111-0            | DB                          | verkehrsrot, abgestellt SSM Leipzig-Engelsdorf, nicht betriebsfähig                                      |          |
| 120 115-1                         | 120 115-1            | DB                          | verkehrsrot, abgestellt SSM Leipzig-Engelsdorf, nicht betriebsfähig                                      |          |
| 120 206-8 (ehem. 120 117-7)       | 120 206-8            | DB                          | verkehrsrot, abgestellt SSM Leipzig-Engelsdorf, nicht betriebsfähig                                      |          |
| 120 118-5                         | 120 118-5            | DB                          | verkehrsrot, abgestellt SSM Leipzig-Engelsdorf, nicht betriebsfähig                                      |          |
| 120 123-5                         | 120 123-5            | DB                          | verkehrsrot, abgestellt SSM Leipzig-Engelsdorf, nicht betriebsfähig                                      |          |
| 120 125-0                         | 120 125-0            | DB                          | verkehrsrot, Frist abgelaufen, DB Systemtechnik                                                          |          |
| 120 202-7 (ehem. 120 129-2)       | 120 202-7            | DB                          | verkehrsrot, abgestellt SSM Leipzig-Engelsdorf, nicht betriebsfähig                                      |          |
| 120 132-6                         | 120 132-6            | DB                          | verkehrsrot, abgestellt SSM Leipzig-Engelsdorf, nicht betriebsfähig                                      |          |
| 120 133-4                         | 120 133-4            | DB                          | verkehrsrot, abgestellt SSM Leipzig-Engelsdorf, nicht betriebsfähig                                      |          |
| 120 207-6 (ehem. 120 136-7)       | 120 207-6            | DB                          | verkehrsrot, abgestellt SSM Leipzig-Engelsdorf, nicht betriebsfähig                                      |          |
| 120 208-4 (ehem. 120 139-1)       | 120 208-4            | DB                          | verkehrsrot, abgestellt SSM Leipzig-Engelsdorf, nicht betriebsfähig                                      |          |
| 120 146-6                         | 120 146-6            | DB                          | verkehrsrot, abgestellt SSM Leipzig-Engelsdorf, nicht betriebsfähig                                      |          |
| 120 153-2 (ehem. 120 501-2)       | 120 153-2            | DB                          | verkehrsrot, DB Systemtechnik (Schriftzug: „Bahntechnik mit Kompetenz“), nicht betriebsfähig             |          |
| 120 155-7                         | 120 155-7            | DB                          | verkehrsrot, „Aufgleislok“ in Fulda, nicht betriebsfähig                                                 |          |
| 120 159-9                         | 120 159-9            | DB                          | verkehrsrot, abgestellt SSM Leipzig-Engelsdorf, nicht betriebsfähig                                      |          |
| 120 160-7 (ehem. 120 502-0)       | 120 502-0            | DB                          | gelb, nicht betriebsfähig, abgestellt in Hannover                                                        |          |

### Private Bahnen
Mittlerweile wurden einige Fahrzeuge an private Eisenbahnverkehrsunternehmen verkauft. Seit Juli 2019 befinden sich 120 201 sowie 120 205 für Bahnlogistik24 GmbH im Einsatz. Ende 2020/Anfang 2021 folgten 120 102 und 120 119 sowie Ende März 120 120 und 120 127. Seit August 2019 befinden sich 120 145, 120 154 und 120 204 im Bestand der WRS Deutschland GmbH.
| Fahrzeugnummer (91 80 6xxx xxx-x) | Betreiberbezeichnung | Betreiber (NVR-Bezeichnung) | Bemerkung                                                                                | Aufnahme |
| --------------------------------- | -------------------- | --------------------------- | ---------------------------------------------------------------------------------------- | -------- |
| 120 102-9                         | 120 102-9            | BLC                         | verkehrsrot, betriebsfähig                                                               |          |
| 120 201-9 (ehem. 120 116-9)       | 120 201-9 „Rosi“     | BLC                         | betriebsfähig, verkauft an Bahnlogistic 24                                               |          |
| 120 119-3                         | 120 119-3            | BLC                         | verkehrsrot, betriebsfähig                                                               |          |
| 120 120-1                         | 120 120-1            | BLC                         | verkehrsrot, betriebsfähig, Frist abgelaufen                                             |          |
| 120 205-0 (ehem. 120 121-9)       | 120 205-0            | BLC                         | verkehrsrot, betriebsfähig, verkauft an Bahnlogistic 24                                  |          |
| 120 127-6                         | 120 127-6            | BLC                         | verkehrsrot, betriebsfähig, Frist abgelaufen, abgestellt in Bad Bentheim                 |          |
| 120 204-3 (ehem. 120 128-4)       | 120 204-3            | WRSCH                       | verkehrsrot, abgestellt Karlsruhe HBF, nicht betriebsfähig                               |          |
| 120 134-2                         | 120 134-2            | SEL                         | verkehrsrot, verkauft an Schlünß Eisenbahn Logistik                                      |          |
| 120 143-3                         | 120 143-3            | SEL                         | verkehrsrot, verkauft an Schlünß Eisenbahn Logistik, betriebsfähig                       |          |
| 120 144-1                         | 120 144-1            | SEL                         | rot/beige „TEE-Lackierung“, verkauft an Schlünß Eisenbahn Logistik, betriebsfähig        |          |
| 120 145-8                         | 120 145-8            | WRSCH                       | blau mit weißem Latz (ähnlich dem orientroten Farbschema von 120 001–120), betriebsfähig |          |
| 120 154-0                         | 120 154-0            | WRSCH                       | verkehrsrot, abgestellt Karlsruhe HBF (Ersatzteilspender), nicht betriebsfähig           |          |

### Verschrottet
Mit Stand März 2025 wurden folgende Lokomotiven verschrottet
- 120 001–002, 103, 105–106, 108–110, 112–114, 122, 124, 126, 130–131, 135, 137–138, 140–142, 147–152, 156–158

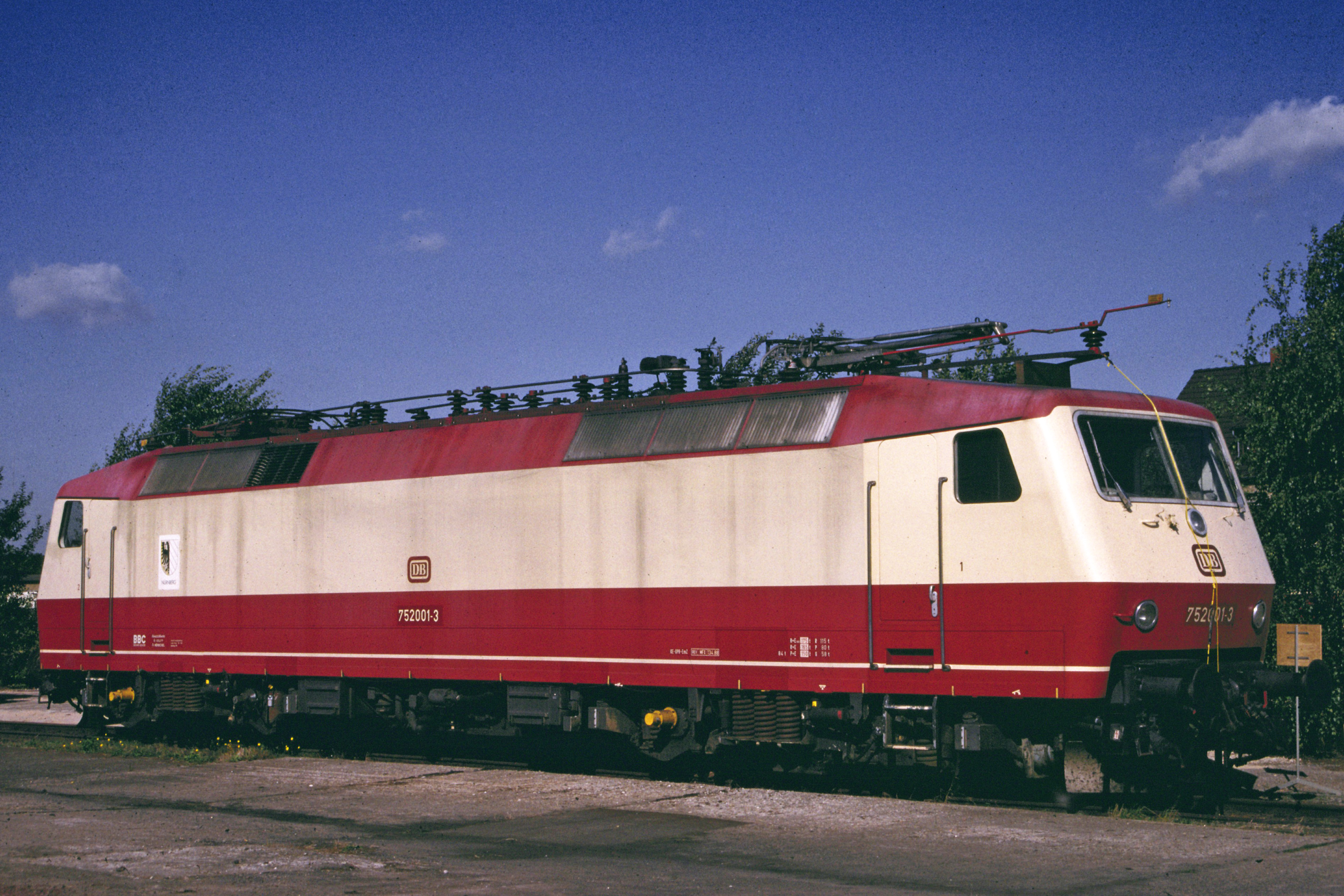
752 001 (120 001) in Haltern am See (1989)
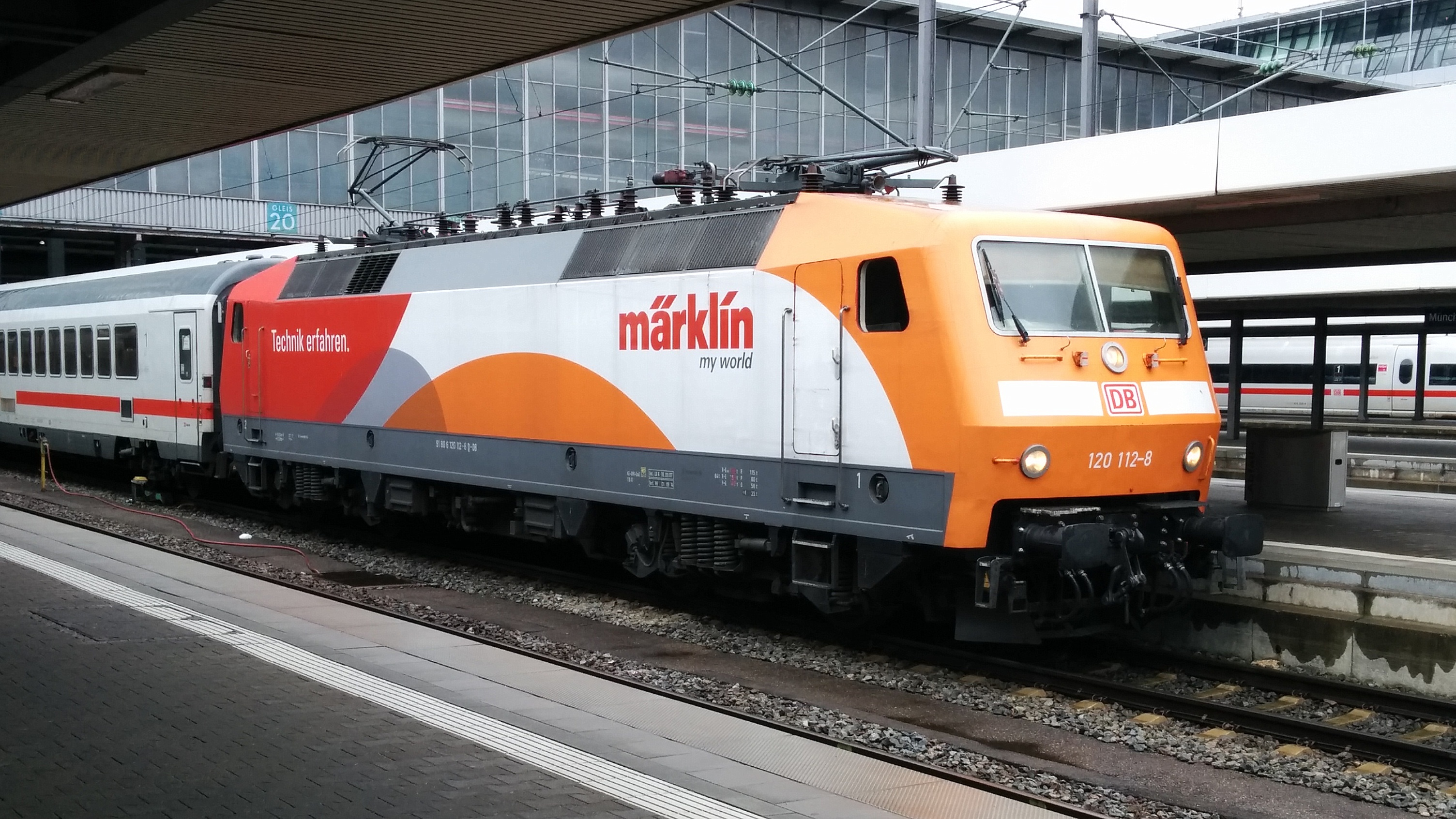
120 112 mit Märklin-Werbebeklebung (2014)
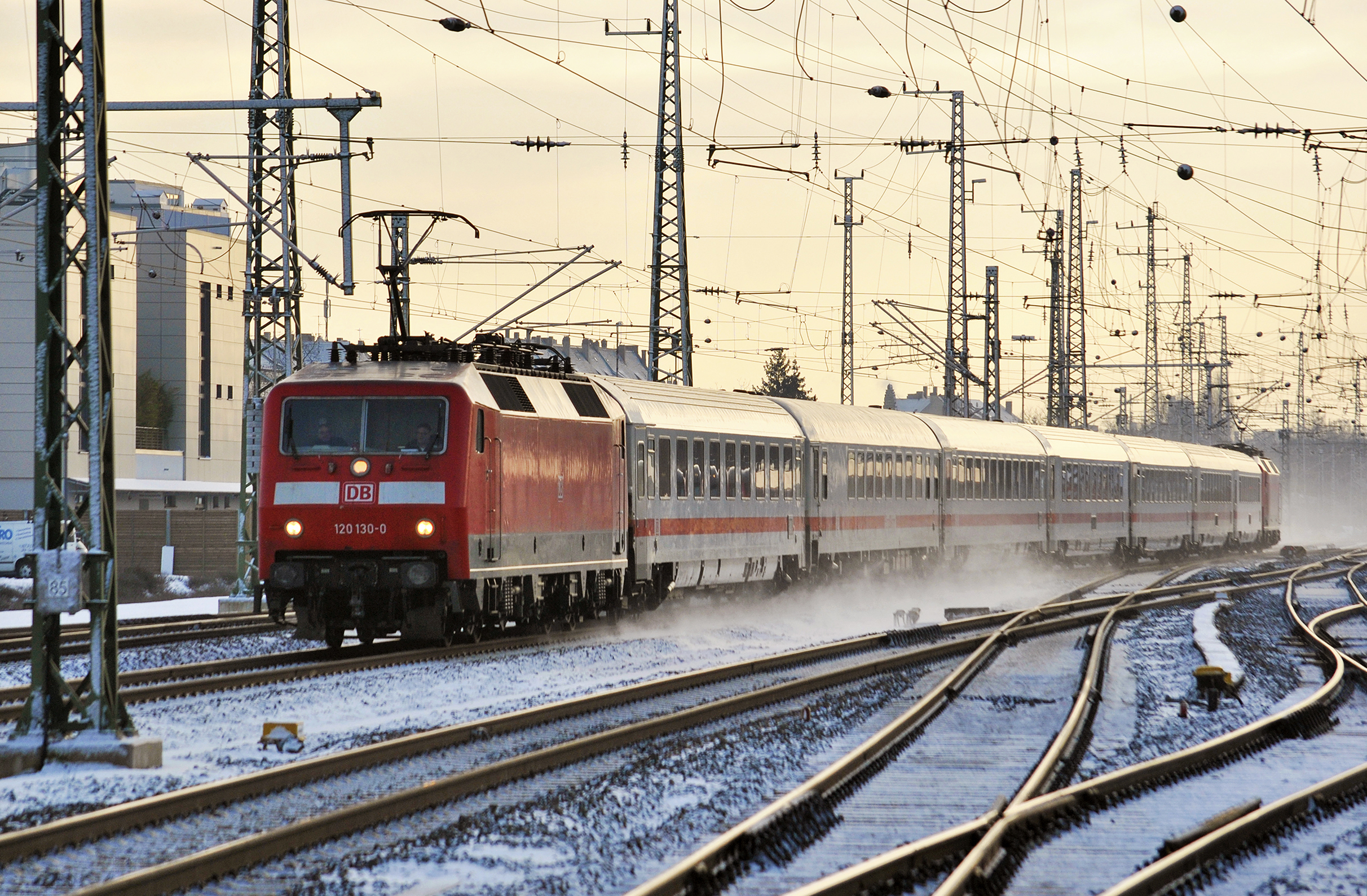
120 130 mit InterCity (2015)
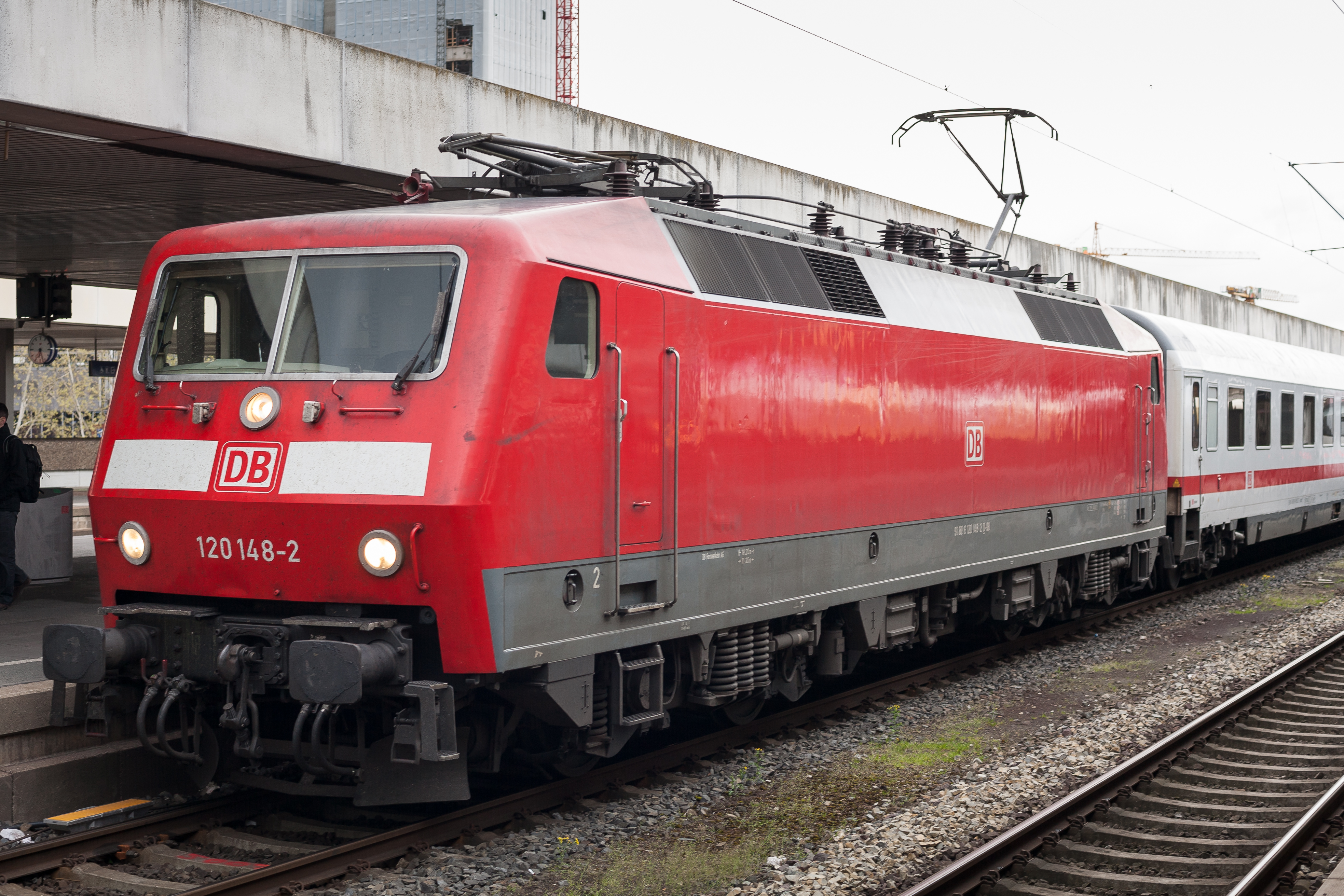
120 148 mit InterCity in Hannover Hbf (2014)
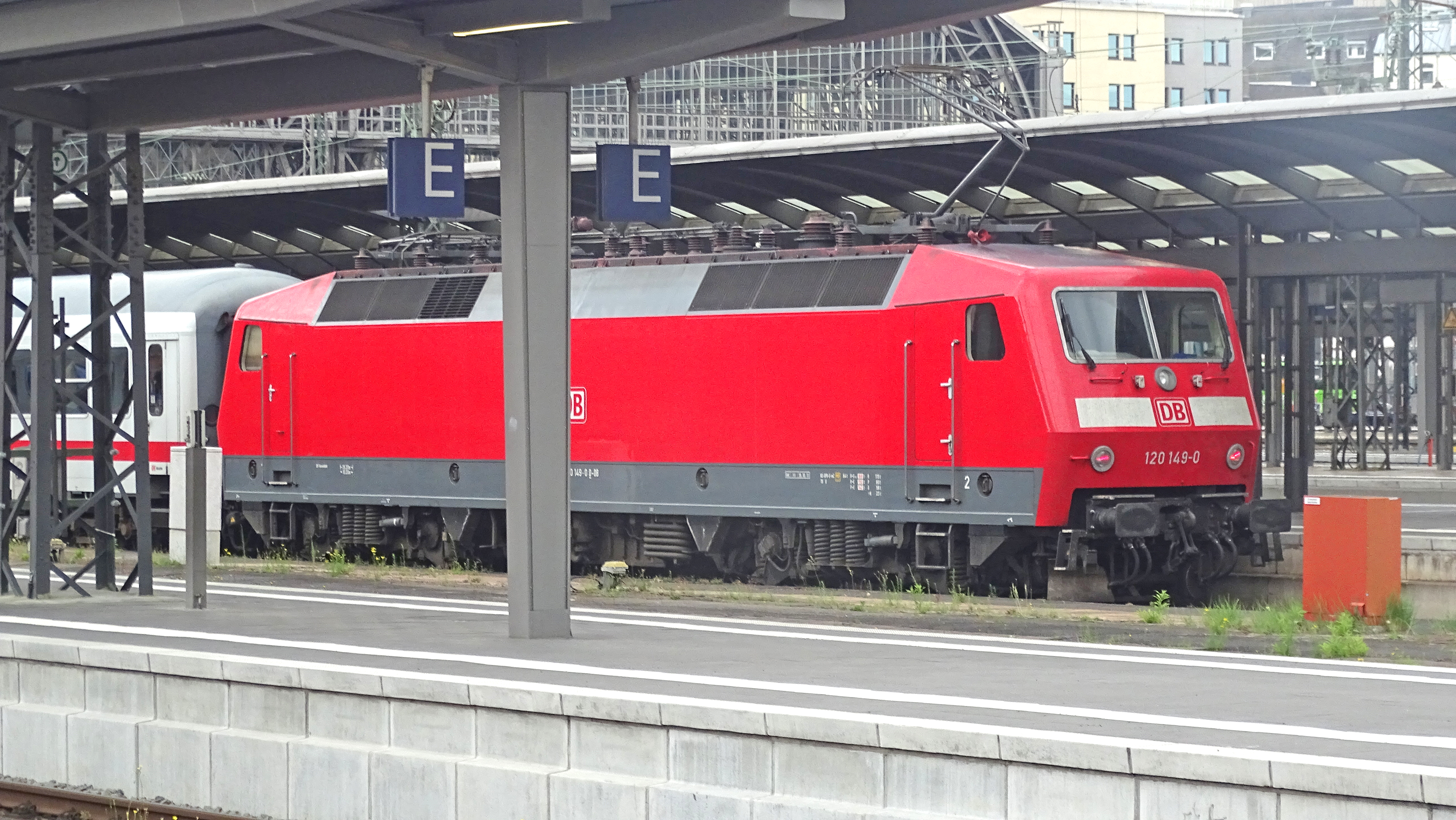
120 149 mit InterCity in Frankfurt (Main) Hbf (2016)
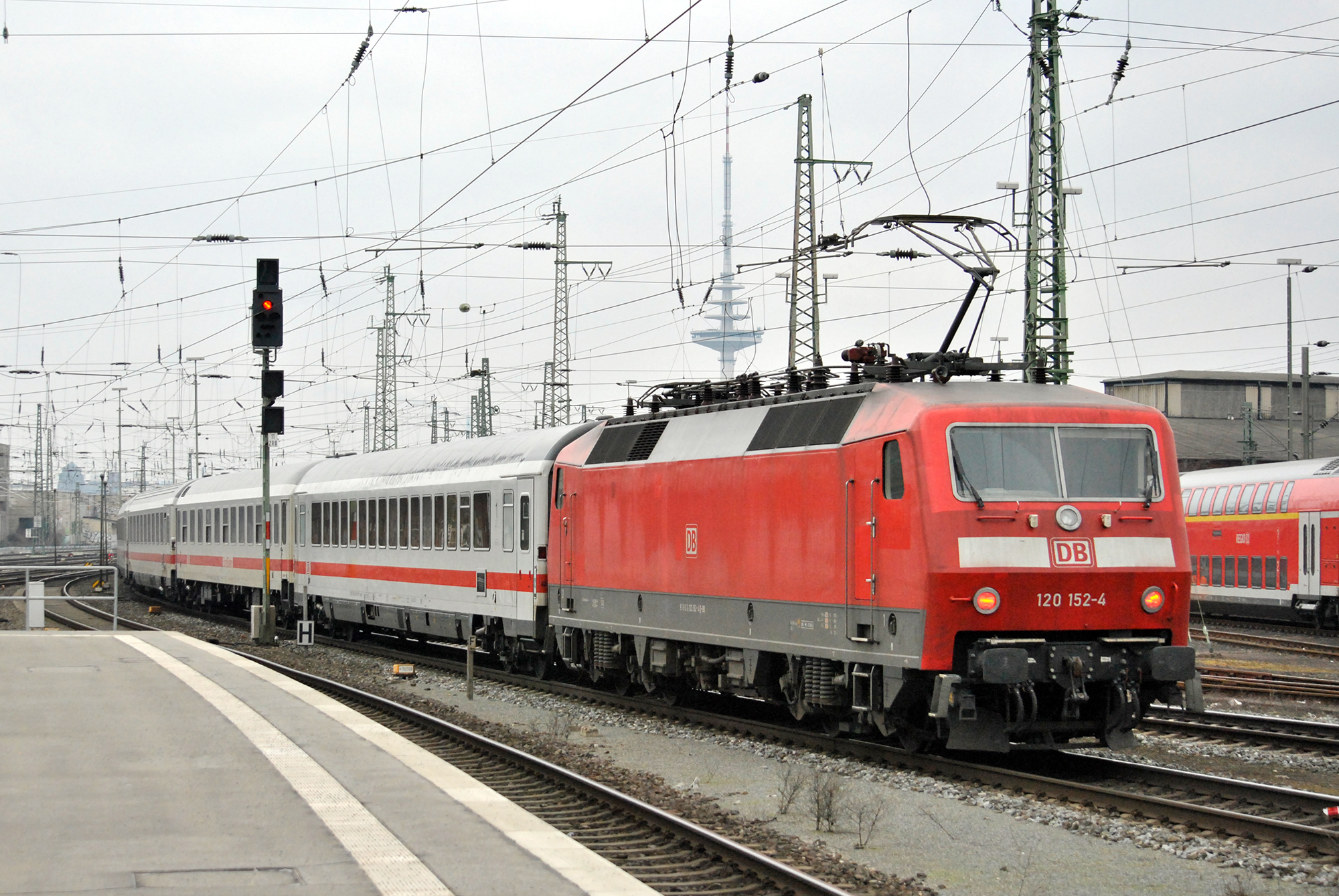
120 152 mit InterCity in Bremen Hbf (2015)

### Bücher
- Karl Gerhard Baur: Die Baureihe 120. Band 1 – Entwicklung und Prototypen. Eisenbahn-Kurier Verlag, Freiburg 2014, ISBN 978-3-8446-6015-9.
- Karl Gerhard Baur: Die Baureihe 120. Band 2 – Die Serienlokomotiven. Eisenbahn-Kurier Verlag, Freiburg 2015, ISBN 978-3-8446-6016-6.
- Karl Gerhard Baur: Die Geschichte der Drehstromlokomotiven. Eisenbahn-Kurier Verlag, Freiburg 2005, ISBN 3-88255-146-1.
- Christian Wolf: Die Baureihe 120. Die erste Drehstrom-Ellok der DB. Eisenbahn-Kurier Verlag, Freiburg 2004, ISBN 3-88255-351-0.
- 120, Elektrische Lokomotive in Drehstromantriebstechnik für die Deutsche Bundesbahn. R. Oldenbourg Verlag, München 1984, ISBN 3-486-29001-0.
- Karl-Gerhard Haas: Baureihe 120 – Revolution der Antriebstechnik. Transpress Verlag, Stuttgart 2022, ISBN 978-3-613-71616-2.

### Zeitschriften
- Marcus Niedt: Abschied der Weltmeister. Die Baureihe 120.0. In: Lok Magazin. 33. Jahrgang, Nr. 248. GeraNova Zeitschriftenverlag, München 2002, S. 36–47.
- Horst J. Obermayer: Die Baureihe 120 – Eine neue Lokomotiv-Generation. In: Horst J. Obermayer (Hrsg.): Lok Magazin. Nr. 130. Franckh’sche Verlagshandlung, W. Keller & Co., Stuttgart 1985, S. 23–28.
- Ulrich Hesse: Bremsversuche mit der Lok 120 005. In: Lok Magazin. Nr. 109. Franckh’sche Verlagshandlung W. Keller & Co., Stuttgart 1981, S. 263–264.
- Jürgen Hörstel, Karl-Heinz Buchholz: Baureihe 120. In: Eisenbahn Journal Extra 2/2019. Verlagsgruppe Bahn, Fürstenfeldbruck 2019, ISBN 978-3-89160-750-3.